# پوررا
پوررا (به اسپانیایی: Porrera) یک منطقهٔ مسکونی در اسپانیا است که در پرورات واقع شده‌است. پوررا ۲۸٫۸ کیلومتر مربع مساحت دارد.